# Christy Turlington
Christy Turlington, född 2 januari 1969 i Walnut Creek, Kalifornien, är en amerikansk fotomodell. 
Hon började som fotomodell på heltid när hon var 18 år gammal.